# Ogrodnictwo kwadratowe

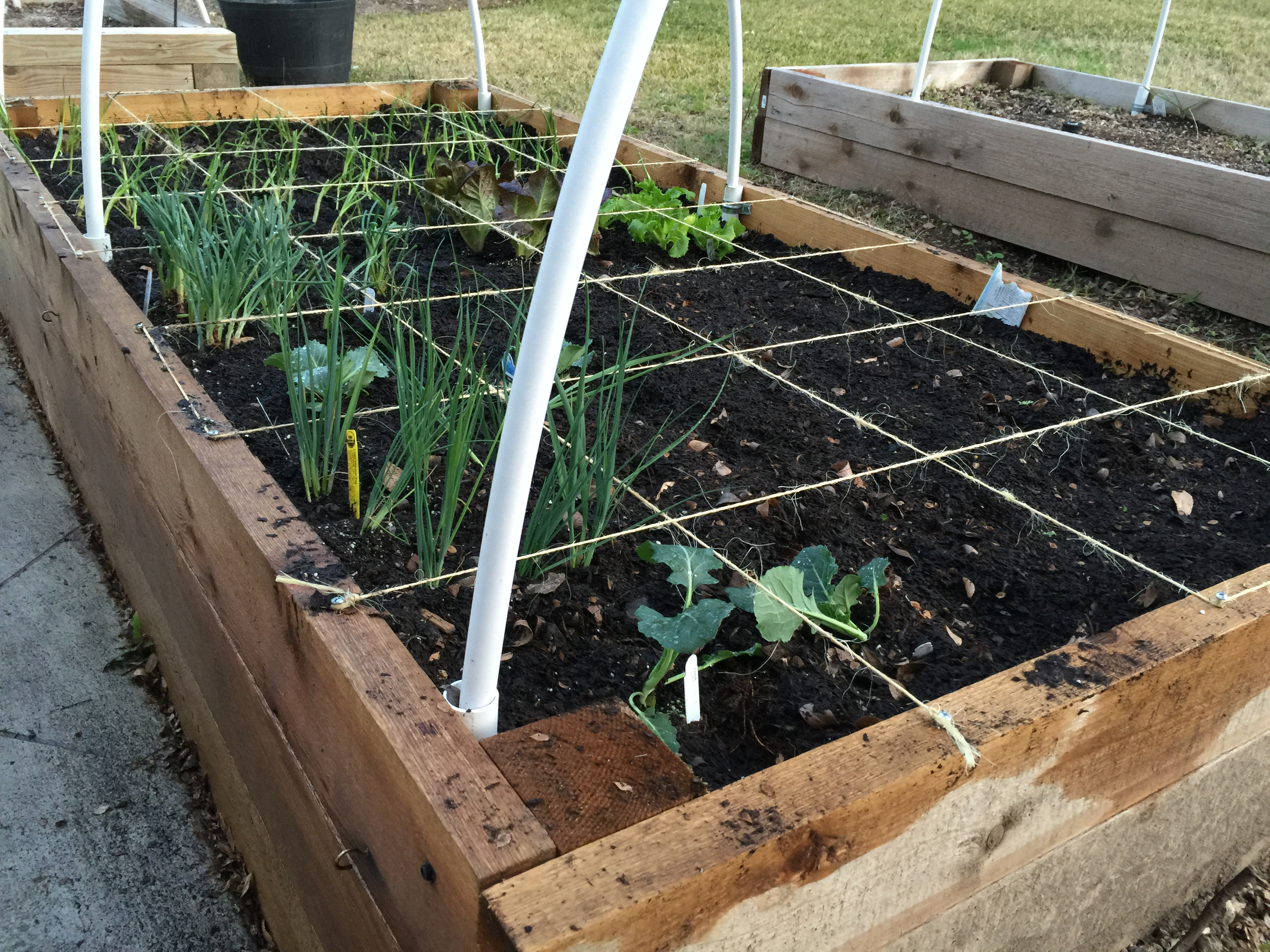

Ogrodnictwo kwadratowe to sposób uprawy roślin polegający na podzieleniu pola na małe kwadratowe obszary. Typowy rozmiar jednego obszaru wynosi około 30 cm (czyli 1 stopa). Taki sposób ułatwia planowanie i uprawę małych ogródków warzywnych.